# Batman Ninja
Batman Ninja (japanisch ニンジャバットマン Ninja Battoman) ist ein japanischer Animationsfilm aus dem Jahr 2018, der von dem namensgebenden Superhelden aus dem Comicuniversum von DC Comics handelt.

## Handlung
Batman wird wie sein Erzfeind Joker nach Japan zur Zeit des Feudalismus teleportiert. Dort lässt sich der Joker als Gottkönig feiern, während Batman mit Unterstützung einiger seiner Freunde wie Alfred Pennyworth, Robin und Catwoman gegen die Schergen des Jokers, darunter Harley Quinn, Poison Ivy, Two-Face, den Pinguin, Deathstroke, Bane und Gorilla Grodd, kämpft. Batman muss sich hierzu Fähigkeiten und Ausrüstung der Ninja und Samurai aneignen, um zu verhindern, dass die Geschichte verändert und Japan von den Superschurken unterjocht wird.

## Entstehung und Veröffentlichung
Am 5. Oktober 2017 wurde erstmals ein Filmplakat veröffentlicht, und ein erster Trailer folgte am 1. Dezember 2017. Die Erstveröffentlichung erfolgte in den USA am 24. April 2018 im Internet und am 8. Mai auf Blu-Ray und DVD. Die deutsche Veröffentlichung folgte am 24. Mai.
Batman Ninja wurde von dem Studio Kamikaze Dōga animiert. Der Vertrieb erfolgte über Warner Bros. Entertainment. Das Drehbuch des Films stammt von Kazuki Nakashima bekannt durch Kill la Kill, das Characterdesign von Takashi Okazaki, welcher bereits mit Afro Samurai bekannt geworden war. Seit 2014 befand sich der Film in Entwicklung. Die Kampfszenen wurden zuerst mit realen Darstellen choreographiert und schließlich anhand dieses Filmmaterials zu animierten Bildern umgewandelt.